# سوليدرا
سوليدرا هي بلدية تقع في مقاطعة سوريا، منطقة قشتالة وليون، إسبانيا. ووفق الإحصاء السكاني للمعهد الوطني للإحصائيات بإسبانيا، بلغ عدد سكان البلدية 37 نسمة.